# Грефелфинг
Грефелфинг (њем. Gräfelfing) општина је у њемачкој савезној држави Баварска. Једно је од 29 општинских средишта округа Минхен. Према процјени из 2010. у општини је живјело 12.821 становника. Посједује регионалну шифру (AGS) 9184120.

## Географски и демографски подаци
Грефелфинг се налази у савезној држави Баварска у округу Минхен. Општина се налази на надморској висини од 540 метара. Површина општине износи 9,6 km². У самом мјесту је, према процјени из 2010. године, живјело 12.821 становника. Просјечна густина становништва износи 1.338 становника/km².